# Litsea lithocarpoides
Litsea lithocarpoides är en lagerväxtart som beskrevs av André Joseph Guillaume Henri Kostermans. Litsea lithocarpoides ingår i släktet Litsea och familjen lagerväxter. Inga underarter finns listade i Catalogue of Life.